# نادی‌کوروش
نادْیْ‌کورُش (به مجاری: Nagykőrös) در پِشت در کشور مجارستان واقع شده‌است. جمعیت این شهر ۲۵٫۳۲۸ نفر است.

## نگارخانه

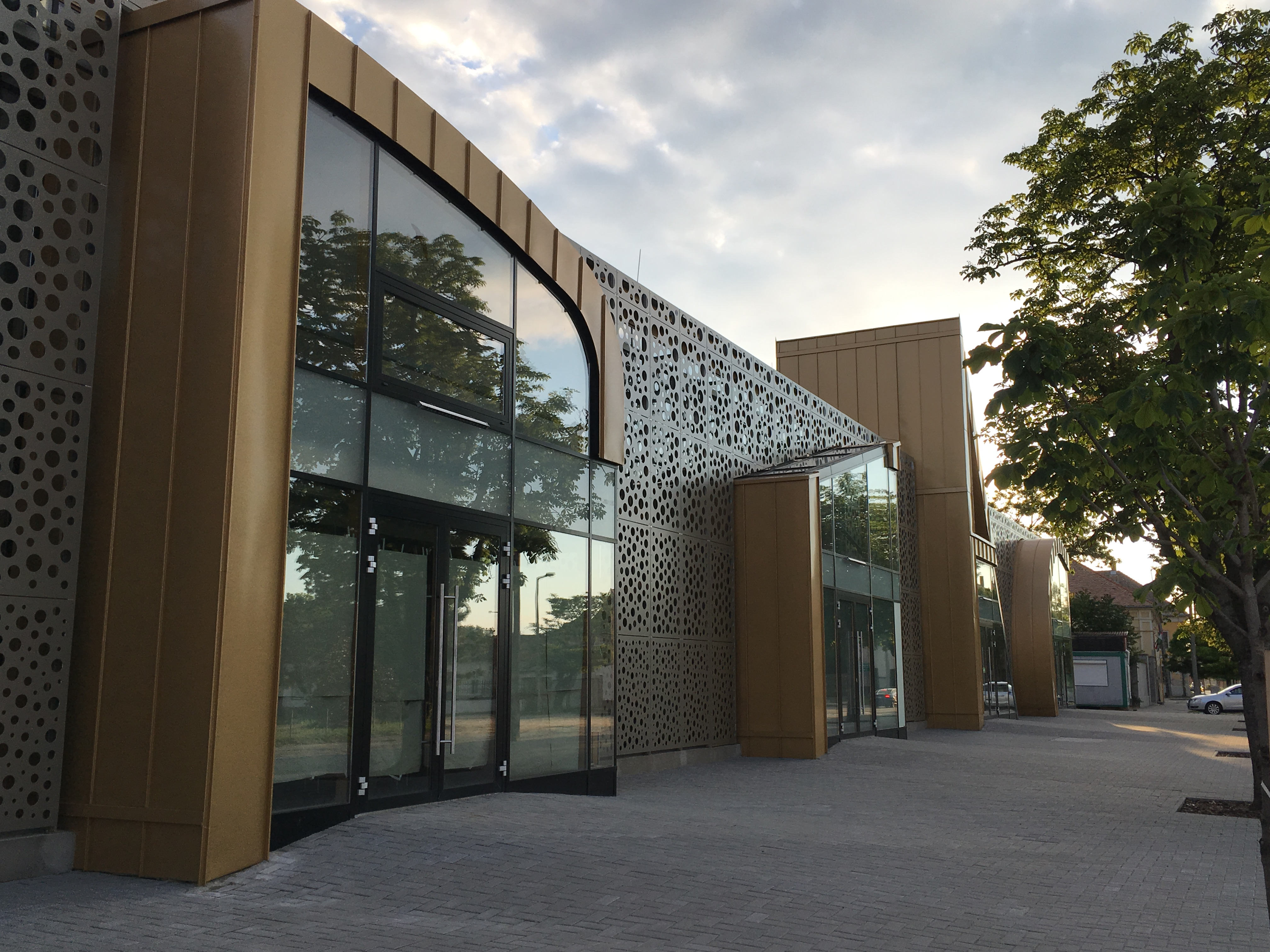
بازار (مجاری: Piac)
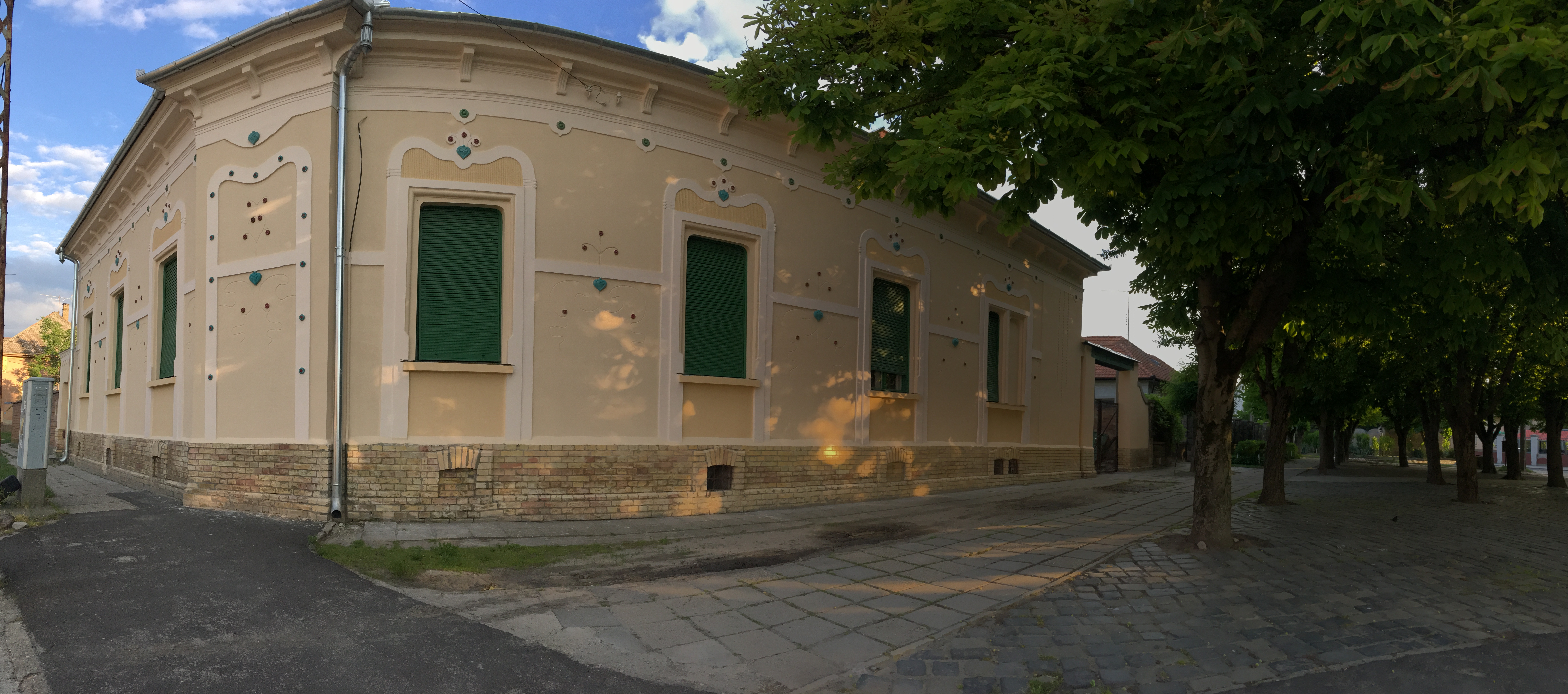
معماری آرنووُی شهرستانی
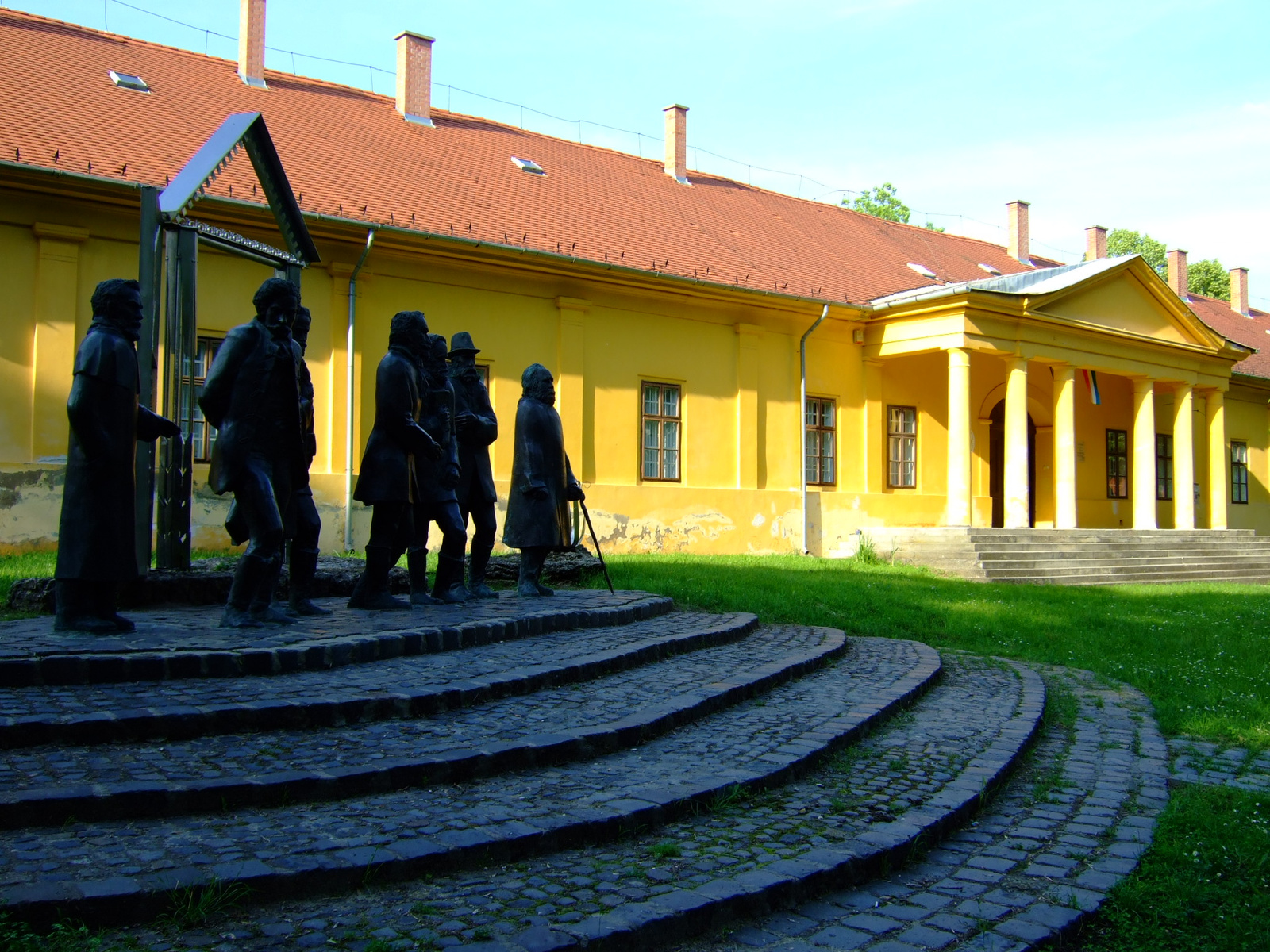
موزهٔ یانوش آرانی
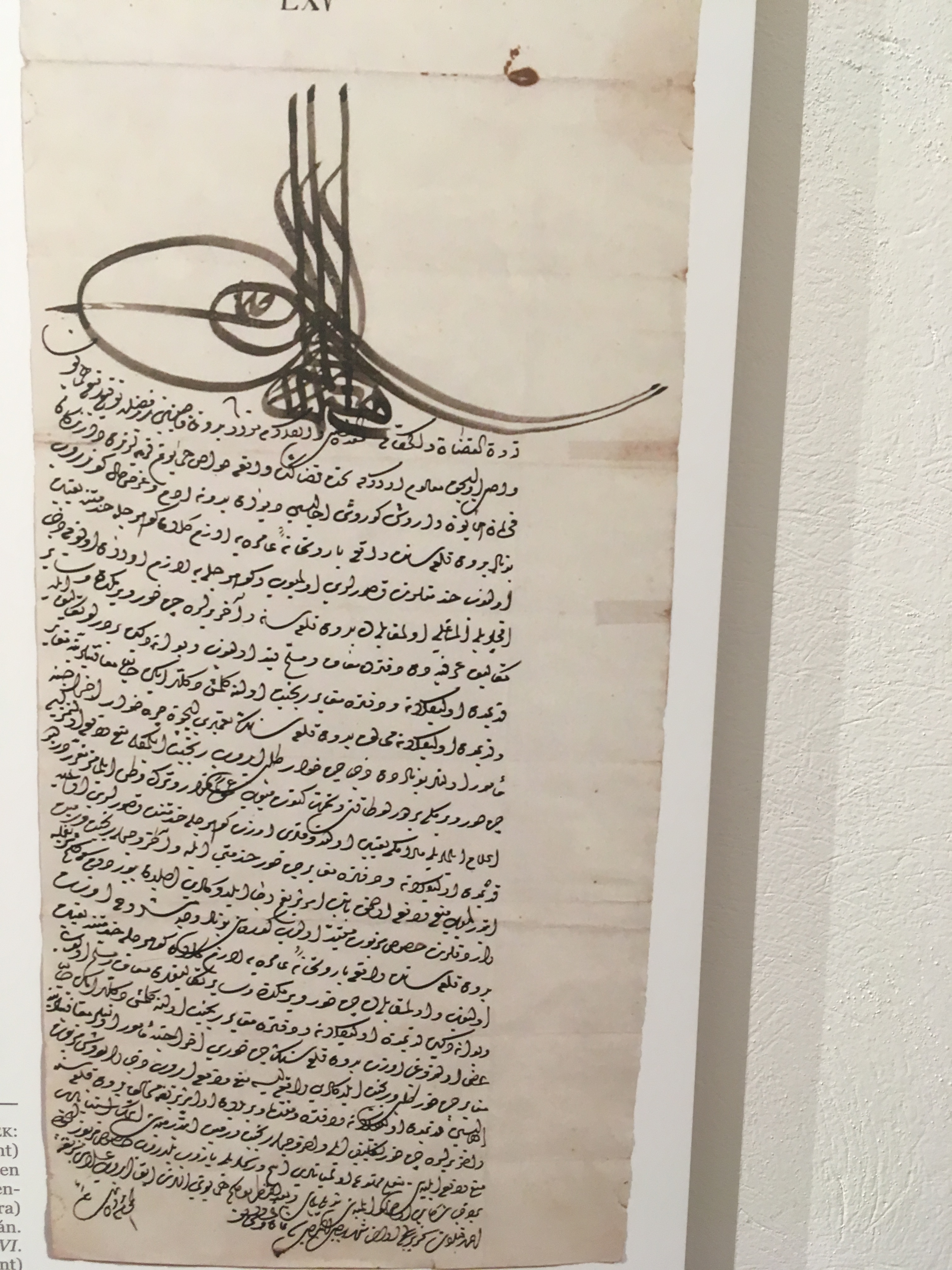
فرمان سلطان محمد چهارم به سال ۱۶۴۸ در موزهٔ یانوش آرانی: «کسانی که در امر پخت شوره همکاری کنند از کار در ساخت‌وساز قلعه معاف می‌شوند.»